# Argentinië op de Paralympische Winterspelen 2014
Argentinië was een van de landen die deelnam aan de Paralympische Winterspelen 2014 in Sotsji, Rusland.

## Deelnemers en resultaten
(m) = mannen, (v) = vrouwen 

### Alpineskiën
| Paralympiër                   | Onderdeel                 | Resultaat | Prestatie |
| ----------------------------- | ------------------------- | --------- | --------- |
| Carlos Javier Codina Thomatis | Slalom, staand (m)        | 26e       | 2:09.94   |
| Carlos Javier Codina Thomatis | Reuzenslalom, staand (m)  | 25e       | 2:58.36   |
| Enrique Plantey               | Reuzenslalom, zittend (m) | 19e       | 3:05.65   |

### Langlaufen
| Paralympiër          | Onderdeel               | Resultaat | Prestatie    |
| -------------------- | ----------------------- | --------- | ------------ |
| Pablo Javier Robledo | 1 km sprint, staand (m) | 20e       | Kwalificatie |
| Pablo Javier Robledo | 10 km, staand (m)       | 23e       | 27:26.3      |
| Pablo Javier Robledo | 20 km, staand (m)       | 12e       | 1:02:47.2    |

### Snowboarden
| Paralympiër                   | Onderdeel          | Resultaat | Prestatie |
| ----------------------------- | ------------------ | --------- | --------- |
| Carlos Javier Codina Thomatis | Snowboardcross (m) | 9e        | 1:53.56   |